# Кушвинский завод прокатных валков
ЗАО «Кушвинский завод прокатных валков» — российская компания, расположенная в городе Кушва (Свердловская область), которая производит прокатные валки. Ведет свою историю от казенного чугуноплавильного и железоделательного завода, основанного в 1735 году.

## История

### Кушвинский чугуноплавильный завод
В связи с открытием богатых залежей магнитного железа на горе Благодать весной 1735 года, 10 сентября 1735 года гору посетил В. Н. Татищев, тогда и было принято решение о строительстве завода на реке Кушва. Указ о начале строительства завода был подписан 17 декабря 1735 года императрицей Анной Иоанновной. В 1736 году началось строительство заводской плотины. Завод был расположен на берегах реки Кушвы, впадающей в реку Туру, в 3 верстах от Благодатского железного рудника.
Завод был построен в 1739 году, а первую партию чугуна выдал 6 сентября 1739 года.
В мае 1736 года Бироном за казённый счёт были выписаны из Саксонии штейгера и мастера, а также управляющим заводом в должности генерал-берг-директор был назначен барон Курт Александр фон Шёмберг, подчинявшийся непосредственно императрице. 15 февраля 1739 году указом императрицы завод был передан барону К. фон Шёмбергу, также ему на ведение заводского дела выплачивали пособие. Заводам передавались государственные крестьяне. 3 марта 1739 года была учреждена Берг-компания для эксплуатации заводов у горы Благодать, в составе Шёмберга, братьев Бирона (крал и Густав), польский купец Меэр, а для управлением заводами на местах назначены Карл Готлиб Фохт и Вильгельм Бланкенгаген. 7 апреля 1742 года указом Елизаветы Петровны Шёмберг был арестован, а его имущество, в том числе заводы, было описано. Фохт в 1745 годы выслан в Саксонию, а В. Бланкенгаген бежал из России. Указом сената от 10 мая 1754 года Гороблагодатские заводы были переданы графу П. И. Шувалову, обязавшемуся уплатить за заводы в десятилетний срок, но долг за них казне, так и не отдал. А после его смерти 15 ноября 1763 года указом Екатерины II Гороблагодатские и Камские заводы были взяты от наследника, сына его графа А. П. Шувалова, за долги в казну. С 1769 года завод находится в собственности государства.
С 1744 года происходила выплавка меди, взятых из 4 медных рудников, расположенных вблизи Кушвинского завода. Выплавка меди после 1768 года производилась эпизодически и в незначительном объёме. К 1797 году завод имел два действующих железных рудника, а 4 медных рудника уже не действовали. В 1801 году завод стал центром Гороблагодатского горного округа, местом пребывания учреждённого указом Сената от 16 марта 1801 Гороблагодатского горного начальства.
В 1777 году на заводе числились 413 мастеровых. В 1797 году работали 29 служащих и 511 мастеровых и работных людей. Вспомогательные работы были заняты 33 976 приписными крестьянами из 34 селений, проживавших на расстоянии 10 до 344 вёрст от завода. В 1860 году — 1746 мастеровых и работных и 142 вольнонаёмных.
В 1777 году было выплавлено 268 пудов меди и 28,3 тысяч пудов чугуна. 
В 1807 году руда поставлялась с рудников: Большая Благодать, расположенного в 2 верстах от завода, и Малая Благодать — в 9 верстах. 
Для транспортировки готовой продукции (железные караваны) был проложен Гороблагодатский тракт длиной 74 километров, от Кушвинского завода до Ослянской пристани, построенной на реке Чусовой в 1775 году.
В 1767 году работали 4 доменные печи и одна медеплавильная печь. В 1797 году на заводе имелись 4 доменные печи 2 высотой в 7,8 метра и 2 высотой 9,95 метра, расположенные попарно в разных цехах на литейном дворе. Домны с деревянными мехами действовали от водяных колёс. Медеплавильная печь бездействовала. Доменный корпус со всех сторон был окружён зданиями кузницы с 8 горнами, лесопильной мельницы, пробирной, меховой и слесарной фабрик. Въездные мосты на колошниковые площадки домен были устроены с плотины.
В 1807 году заводская плотина была земляная, длиной в 213,4 метра, шириной по основанию 61,9 метра, по вверху — 32 метра, высотой — 9,2 метра, со скопой воды в 4,6 метра, а заводской пруд разливался вверх на 2 версты. Ниже плотины находилась каменная доменная фабрика с 4 доменными печами с 16 цилиндрическими деревянными мехами, действующих от 4 водяных колёс. Выход из 100 пудов руды был 50-55 пуд чугуна. На заводе имелись 3 вагранки, кузница с 8 горнами, слесарная и меховая фабрики, кирпичный сарай с обжигательной печью.
В 1813 году на заводе была установлена паровая машина. В 1830 году по проекту архитектора А. З. Комарова был построен новый доменный цех, а в 1833 году первые плавки при горячем дутьё. В 1841 году запущен аппарат для горячего дутья на дровяно-угольной смеси. В 1839 году появились рудообжигательные печи системы В. К. Рашета.
В 1859 году на заводе числились 4 доменные печи, 2 вагранки, водяные колёса мощностью в 54 л. с. и паровой машиной в 4 л. с. В 1883 году в доменном цеху были запущены 4 воздухнагревательных аппарата системы Веддинга для горячего дутья с температурой 150—250 °C, действующие от водяной турбиной Жонваля в 80 л. с. и двух паровых машин в 75 и 170 л. с.
В 1859 году выплавлено 352,6 тысяч пудов чугуна, чугунных припасов и изделий отлито 35,4 тысяч пудов, снарядов 26,8 тысяч пудов. В 1860 году было выплавлено 189,2 тысяч пудов чугуна, 60 тысяч пудов чугунных изделий, 2,3 тысяч пудов снарядов.. 
В 1865 году было прекращено кричное производство железа. 
В 1872 году был открыт участок Чусовая — Кушва Уральской горнозаводской железной дороги.
В 1896 году был запущены регенеративные воздухонагревательные аппараты системы Каупера, доменные печи увеличены до 17,5 метров. Рядом с доменным цехом была построена электростанция, оборудованная динамо-машиной в 63 кВт на паровом двигателе Компаунд в 100 л. с., получающая пар от трубчатых котлов системы Шухова, отапливаемых доменными газами.
В 1898 году было выплавлено 813 тысяч пудов.
23 июня 1899 года в ходе экспедиции по Уралу Кушвинский завод посетили с осмотром Д. И. Менделеев, П. А. Замятченский, С. Вуколов и К. Н. Егоров. В отчёте рассматривались вопросы освоения железоделательного производства, а также проведён анализ более высокой производительности кушвинских доменных печей по сравнению с нижнетагильскими. Учёные отметили значительные (до 30 %) потери при транспортировке горячего дутья и высокую стоимость руды и топлива при близости месторождений.

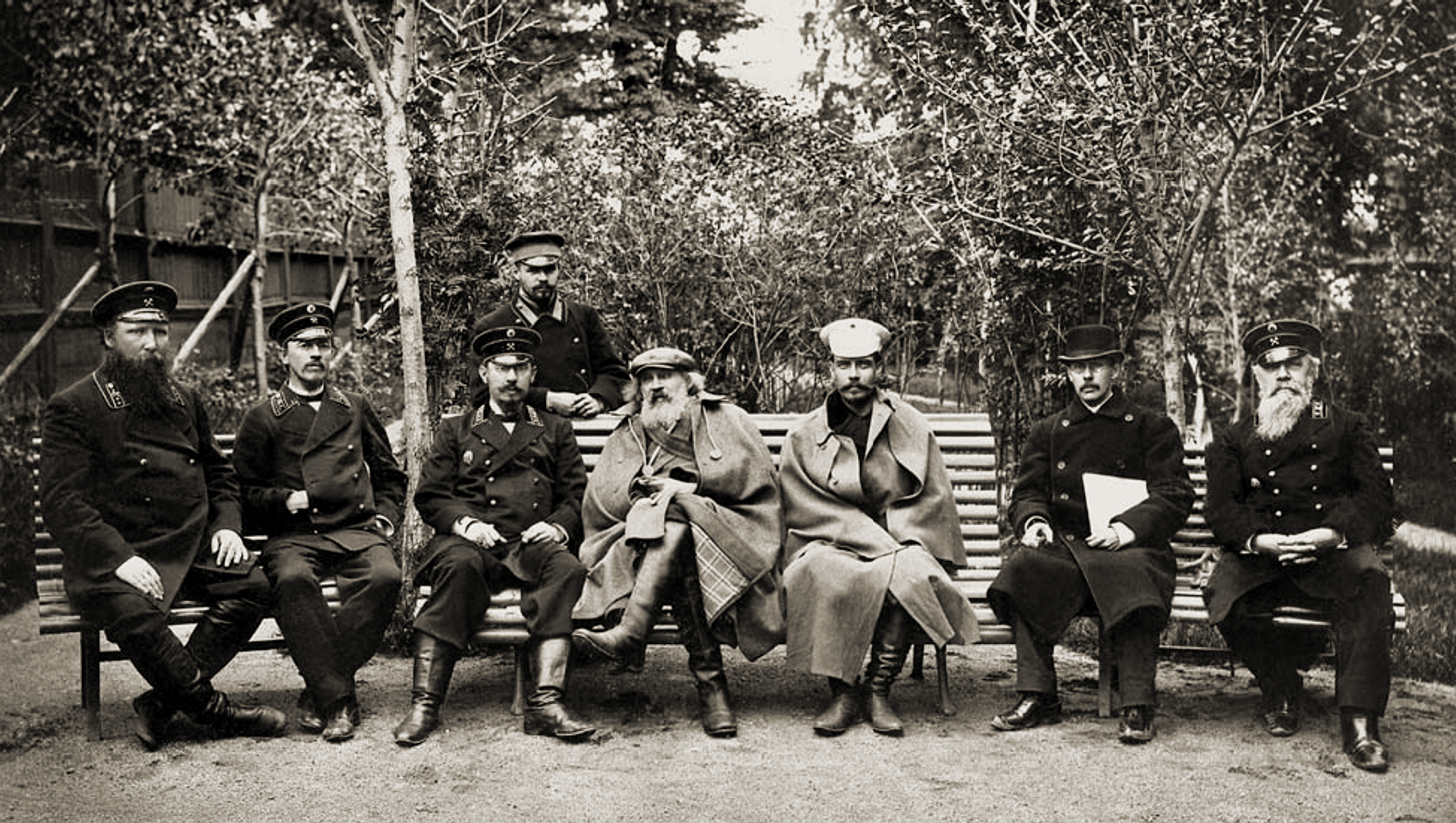
Д. И. Менделеев и П. А. Замятченский на Кушвинском заводе в 1899 году

В 1900 году на заводе работало 931 человек (при доменном производстве — 172, на вспомогательных работах — 189, в куренях — 570).
К 1900 году в состав завода входило 6 цехов: доменный, литейный, слесарномеханический, кузнечный, столярный и электростанция.
В 1900—1903 годах были остановлены две доменные печи, а в 1903 году ещё одна доменная печь. 17 февраля 1906 года была запущена мартеновская печь, затем были построены ещё 2 мартеновские печи большей мощности. С 1906 года основной продукцией завода стала мартеновская сталь. Длина цеха стала 108 метра. В ноябре 1909 года установлена первая в России турбовоздуходувка системы Броун-Бавери-Рато.
К 1914 году выплавка чугуна увеличилась до 1,6 млн пудов, стали — до 1,8 млн пудов.
В 1916 году на горе Благодать вступили в действие промывочная фабрика и первый в России агломерационный комбинат. На месте старого каменного здания доменного корпуса к 1917 году было построено сооружение из металлических конструкций с крытым колошниковым мостом, построена воздушная канатная дорога для подачи руды к домнам из шихтарника и складов, обслуживаемых воздушной дорогой с горой Благодать.
В 1916 году на горе Благодать была запущена промывочная фабрика и первый в России агломерационный комбинат. 

Фото Кушвинского завода С. М. Прокудина-Горского, 1910 год
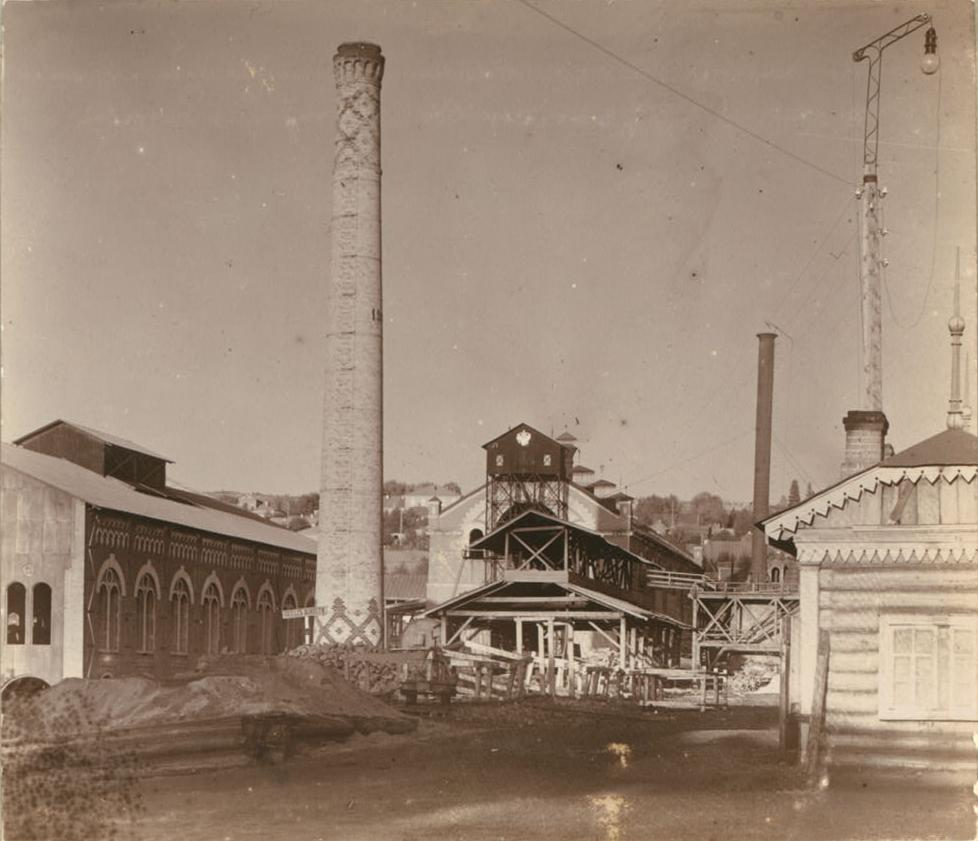
Доменная печь
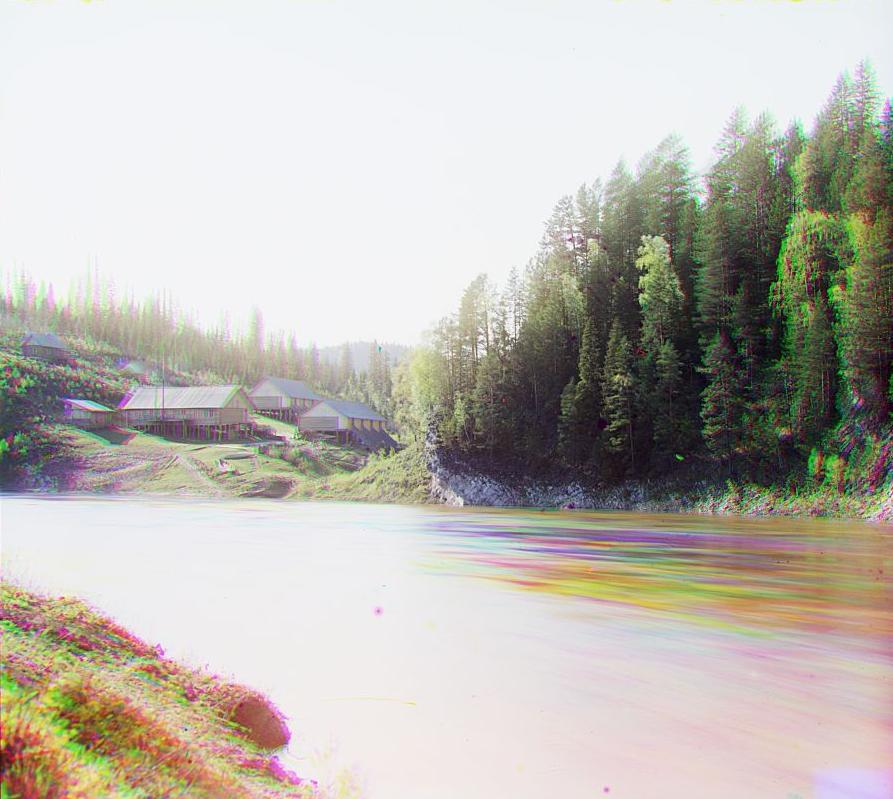
Склад провианта
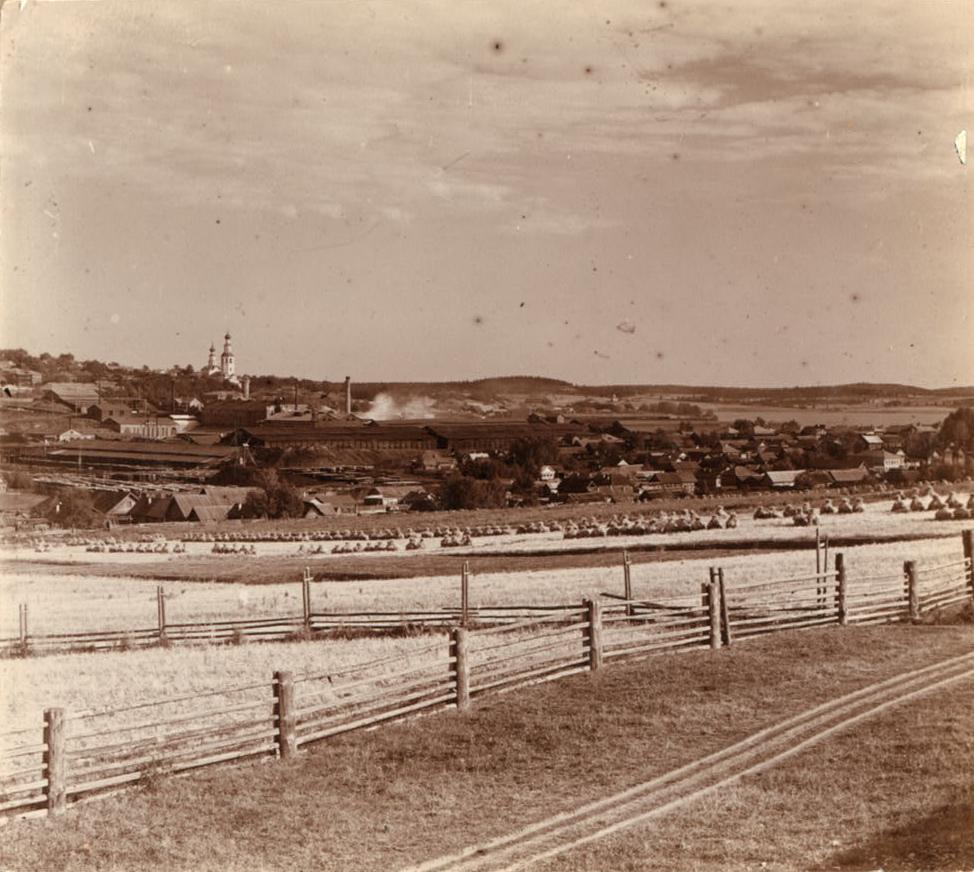
Вид на заводские постройки
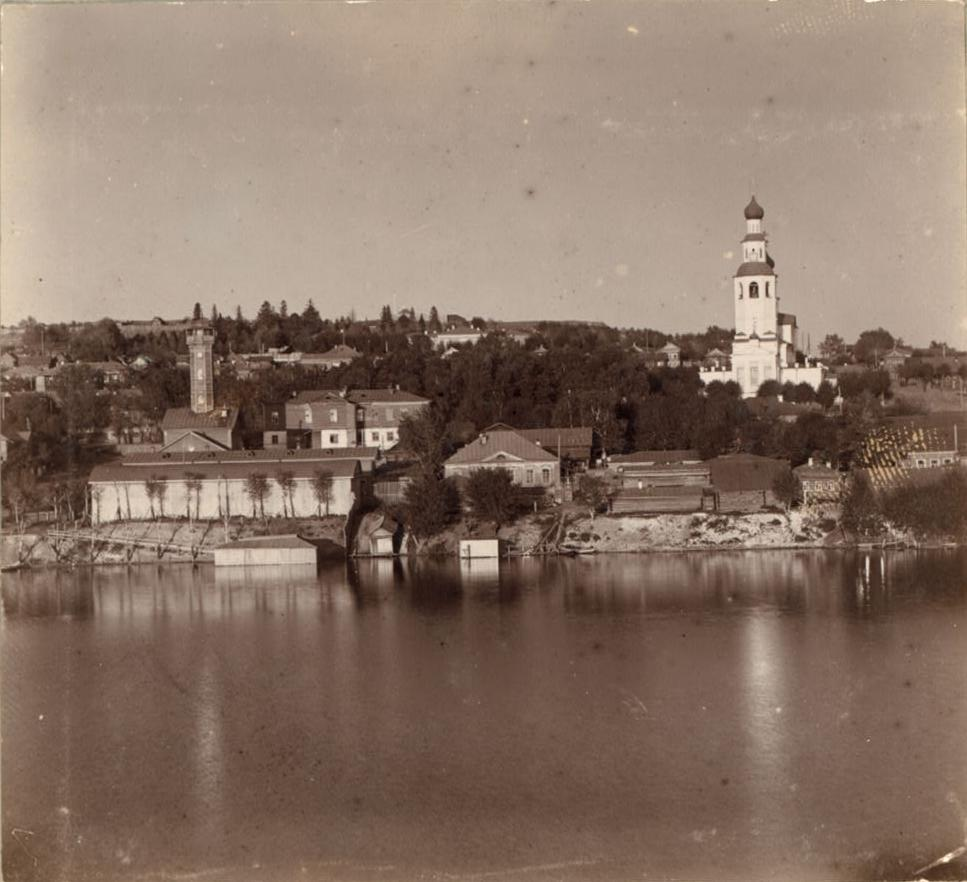
Кушвинский пруд

Во время революции и гражданской войны завод стоял, и был запущен во второй половине 1920-х годах. Завод специализировался на выпуске литейного чугуна, изложниц, поддонов, отжигательных коробов, оборудования для металлургической и горнорудной промышленности. В 1928 году была запущена магнито-обогатительная фабрика
В 1933 году на заводе запущена первая на Урале и вторая в стране чугунно-разливочная машина. В 1940 году освоен выпуск ванадиевого чугуна в домнах.
В годы Великой Отечественной войны в 1941—1945 годах завод производил сталь, которая поступала на Нижнесалдинский завод. Во время войны завод работал в режиме социалистических соревнований, широко развёрнутых по всему Советскому Союзу.
«„На мартеновской площадке у горячей печи чувствуешь себя как боец на передовых позициях… — писал сталевар Кушвинского завода А. Я. Сороковой в письме ко всем сталеварам Урала. — Весь мой опыт, знания я приложу к тому, чтобы максимально сократить продолжительность плавок и при этом ничуть не снизить, а, наоборот, повысить качество металла…“ Сороковой призвал своих товарищей для увеличения выпуска стали развернуть соревнование с вручением победителю знамени подшефной 3-й гвардейской дивизии.»

### Кушвинский завод прокатных валков
По решению Совета Министров РСФСР в 1964 году запущен вальцелитейный цех, специализацией завода стало вальцеделательное производство. Были закрыты мартен и домна, запущены вальцеделательные цехи, освоен выпуск двухслойных, рифлёных, неметаллургических и других валков. 30 июня 1964 года в вальцелитейном цехе была отлита первая партия валков для Лысьвенского металлургического завода. Завод стал носить имя «Кушвинский завод прокатных валков». В начале 1970-х годов предприятие перешло в систему Главремонта и наряду с производством валков были размещены линии по ремонту тепловозов.
В 1967 году запущен вальцемеханический цех, а в 1970 году запущена индукционная печь ИЧТ-6 ОМ в вальцелитейном цехе. В 1983 году освоены отливки трубопрокатных роликов центробежных способом. В 1992 году завод преобразован в АООТ «Кушвинский завод прокатных валков». В 2005 году в вальцелитейном цеху были установлены печи производства фирмы «ABB» и печи фирмы «Bosio».